# Scorzonera usbekistanica
Scorzonera usbekistanica là một loài thực vật có hoa trong họ Cúc. Loài này được Czevr. & Bondarenko miêu tả khoa học đầu tiên năm 1950.